# Culicoides kyotoensis
Culicoides kyotoensis är en tvåvingeart som beskrevs av Tokunaga 1937. Culicoides kyotoensis ingår i släktet Culicoides och familjen svidknott. Inga underarter finns listade i Catalogue of Life.